# Stanovno
Stanovno este o localitate din comuna Ormož, Slovenia, cu o populație de 109 locuitori.